# Danilo Pantić
Danilo Pantić (serbisch-kyrillisch Данило Пантић; * 26. Oktober 1996 in Ruma, frühere Bundesrepublik Jugoslawien) ist ein serbischer Fußballspieler, der zurzeit vom FC Chelsea an FK Partizan Belgrad ausgeliehen ist.

## Karriere

### Vereinskarriere
Danilo Pantić begann 2013 seine Profikarriere beim Verein Partizan Belgrad, für den er auch bereits in seiner Jugend gespielt hatte. Er unterzeichnete beim Verein einen Anderthalb-Jahres-Vertrag und bei dem er bis 2015 insgesamt 18 Partien bestritt und dabei drei Tore erzielte. Sein Karrieredebüt feierte er am 26. Mai 2013 im Spiel gegen den FK Spartak Subotica, als er in der 70. Minute für Vladimir Volkov eingewechselt wurde.
Im Juli 2015 unterschrieb Danilo Pantić einen Vertrag beim FC Chelsea und wurde jedoch direkt zu Vitesse Arnheim in die niederländische Eredivisie ausgeliehen. Am 30. Juli hatte er bei der 0:3-Niederlage gegen den FC Southampton im Qualifikationsturnier zur Europa League seinen ersten Einsatz für Vitesse. Gegen Ende der Saison wurde Pantić vom Verein suspendiert.
Am 12. August 2016 wurde Danilo Pantić vom FC Chelsea nach Excelsior Rotterdam verliehen. Fünf Tage später bestritt er für Rotterdam beim 1:1-Unentschieden gegen Willem II Tilburg sein erstes Spiel.

### Nationalmannschaft
Danilo Pantić spielte von 2012 bis 2013 in der serbischen U-17-Nationalmannschaft. Seinen ersten Einsatz bestritt er am 27. September 2012 beim 4:0 gegen Moldawien im Rahmen der Qualifikation für die U-17-Europameisterschaft 2013 in der Slowakei.
Von 2013 bis 2015 spielte Pantić für die U-19-Nationalmannschaft. Seine ersten beiden Tore erzielte er am 10. Oktober 2014 in den ersten 20 Minuten beim 4:0 gegen San Marino im Rahmen der Qualifikation für die U-19-Europameisterschaft 2015 in Griechenland. Beim 1:0 gegen Armenien zwei Tage später war Pantić zudem das erste Mal Mannschaftskapitän.